# Lars Mytting

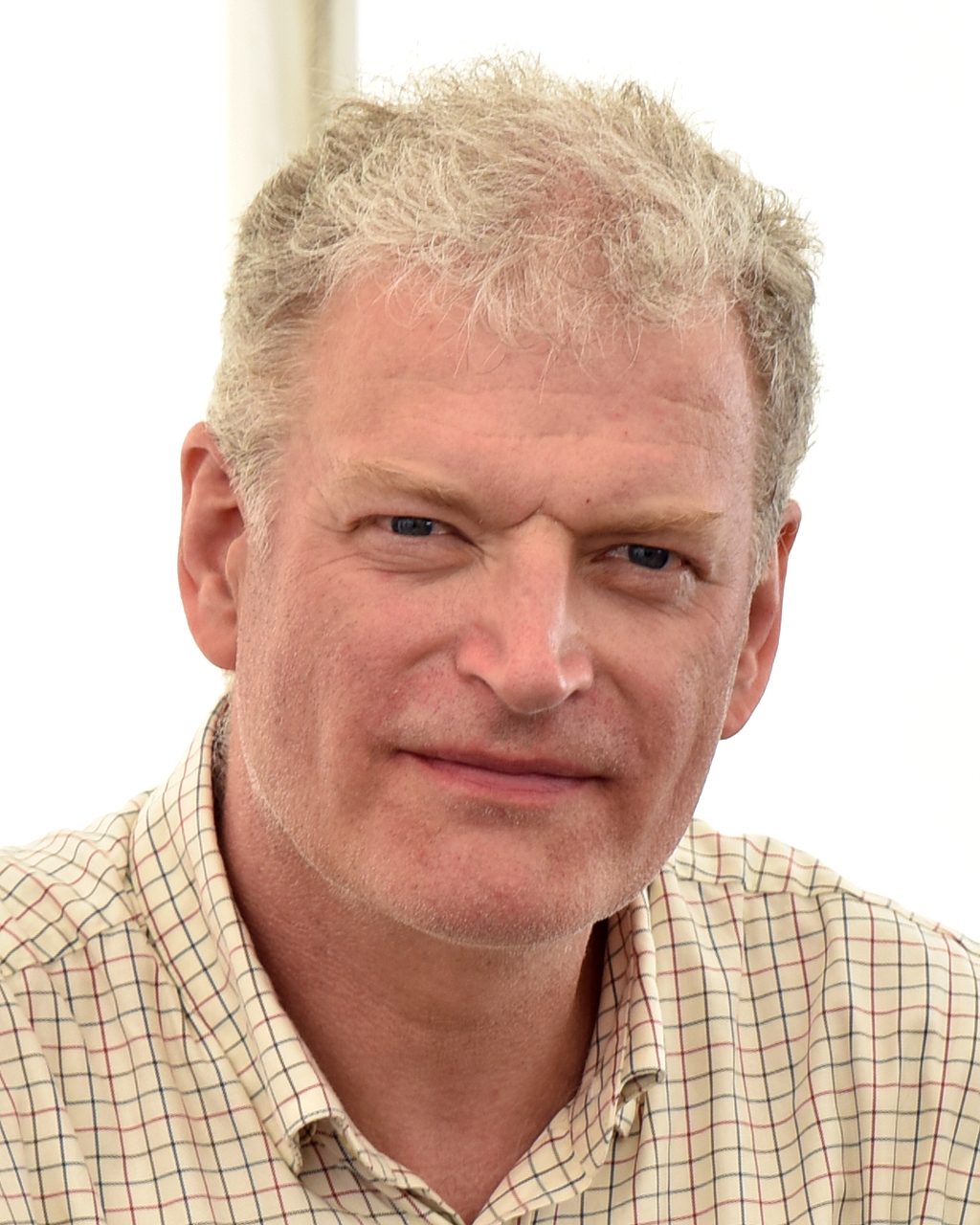
Lars Mytting (2024)

Lars Mytting (* 1. März 1968 in Fåvang, Gemeinde Ringebu im Gudbrandsdal in der Fylke Oppland im Königreich Norwegen) ist ein norwegischer Lektor, Journalist und Autor.

## Leben
In seiner Jugend zählten zu seinen liebsten Autoren jüngere US-amerikanische Schriftsteller genauso wie Mikael Niemi oder Peter Hoeg oder Dichter wie James McMurtry oder Lucinda Williams. In späteren Jahren war er Lokal- und Featurejournalist für Zeitungen wie Dagningen, Aftenposten, Arbeiderbladet, heute Dagsavisen oder die Musikzeitschrift Beat. Danach begann seine Zeit der beruflichen Wanderschaften zum Beispiel als Aushilfe in einem Autohaus, auf einer Nerzfarm oder auf Bauernhöfen in Norwegen oder Kanada.
Lange Jahre arbeitete Mytting als Verlagslektor bis 2006 sein erster Roman Hestekrefter (Pferdestärken) erschien, der im Jahr darauf in deutscher Sprache gedruckt wurde. Seit 2008 ist das Schreiben sein Hauptberuf. Sein drittes Buch aus dem Jahr 2010 Hel ved (Echtes Holz) ist ein Sachbuch über das Holzmachen und wurde in Myttings Heimat über 200.000 Mal verkauft.
Mytting führt in der Nähe des norwegischen Østerdalen ein zurückgezogenes Leben mit seiner Frau, zwei Kindern und drei englischen Automobilen und schreibt an neuen Büchern.
Mytting wurde 2022 mit dem Dobloug-Preis ausgezeichnet.

## Werke
- Hestekrefter. Roman. Gyldendal, Oslo 2006, ISBN 82-05-34627-5.
  - Fyksens Tankstelle. Übersetzt von Günther Frauenlob. Roman. Piper, München 2007, ISBN 978-3-492-05034-0.
  - Die Tankstelle am Ende des Dorfes. Übersetzt von Günther Frauenlob. Insel Verlag, Berlin 2019, ISBN 978-3-458-36460-3.
- Vårofferet. Roman. Gyldendal, Oslo 2010, ISBN 978-82-05-38724-9.
- Hel ved. Prosa. Kagge, Oslo 2011, ISBN 978-82-489-1049-7.
  - Der Mann und das Holz. Vom Fällen, Hacken und Feuermachen. Übersetzt von Günther Frauenlob und Frank Zuber. Insel Verlag, Berlin 2014, ISBN 978-3-458-17601-5.[1]
- Svøm med dem som drukner, Roman. Gyldendal, Oslo 2014, ISBN 978-82-05-42199-8. – ausgezeichnet mit dem Bokhandlerprisen für 2014
  - Die Birken wissen’s noch. Übersetzt von Hinrich Schmidt-Henkel. Insel Verlag, Berlin 2016, ISBN 978-3-458-17673-2.

### Reihe Schwesternglocken (Trilogie)
- Søsterklokkene. Gyldendal, Oslo 2018
  - Die Glocke im See. Übersetzt von Hinrich Schmidt-Henkel. Insel Verlag, Berlin 2019, ISBN 978-3-458-17763-0.
- Hekneveven. Gyldendal, Oslo 2020
  - Ein Rätsel auf blauschwarzem Grund. Übersetzt von Hinrich Schmidt-Henkel. Insel Verlag, Berlin 2021, ISBN 978-3-458-17939-9.
- Skråpanatta. Gyldendal, Oslo 2023
  - Astrids Vermächtnis. Übersetzt von Hinrich Schmidt-Henkel. Insel Verlag, Berlin 2024, ISBN 978-3-458-64420-0.